# 산타루체
산타루체(이탈리아어: Santa Luce)는 이탈리아 토스카나주 피사도에 있는 코무네다. 피렌체에서 남서쪽으로 70km, 피사에서 동남쪽으로 30km 거리에 있다.